# Черевко Андрій Валерійович
Андрій Валерійович Черевко (нар. 30 липня 1985, Миргород, Полтавська область, УРСР) — український футболіст, футзаліст та пляжний футболіст, захисник.

## Життєпис
Вихованець УФК (Дніпропетровськ), також в ДЮФЛ виступав за «Кривбас». Навесні 2003 року перебував на перегляді в одеському «Чорноморці-2». Влітку 2003 року перейшов у російський «Сатурн». У команді провів 2 роки та зіграв 50 матчів, відзначився 2 голами за дубль. Черевко також залучався до тренувань з основним складом «Сатурна». У вересні 2005 року залишив «Сатурн». У квітні 2006 року перейшов в вірменський «Бананц». У лютому 2007 року побував на перегляді в криворізькому «Кривбасі». Влітку 2008 року виступав за команду з пляжного футболу «Вибір» (Дніпропетровськ).
У грудні 2009 року перейшов в вірменський «Імпульс» з міста Діліжан. Перший офіційний матч у складі «Імпульсу» провів 23 березня 2010 року в Кубку Вірменії проти «Пюніка», в якому команда програла з мінімальним рахунком — 0:1. В середині травня залишив «Імпульс» та повернувся на батьківщину через сімейні обставини.

## Досягнення
- Кубок Вірменії
  -  Володар (1): 2007
  -  Фіналіст (1): 2008